# 聂凤智
聂凤智（1913年9月7日—1992年4月3日），湖北省黄安县（今湖北省孝感市大悟县）人，是中國人民解放軍軍事將領。

## 生平
聂凤智出生于黄安县吕王镇花桥村聂家塝（今属大悟县），和刘华清是同乡，两人的家就相隔两三公里。1928年，聂凤智经刘华清介绍参加中国共产主义青年团，1929年又经刘华清动员加入中国工农红军，1933年加入中国共产党。在长征前他就已经任到团长级。他随同红军长征到陕北，官至旅长和威海军分区司令员。在第二次国共内战中他任师长和军长，在济南战役中他擅自将“助攻”的命令改为“主攻”，他指挥的华东野战军第九纵队第一个攻入济南。在渡江战役中他指挥的第27军第一个渡过长江。在朝鲜战争中他任中朝联合空军司令员。在大陈岛战役中他担任空军司令。1955年解放军首次授衔中被授予中将军衔。此后他任福州军区副司令和空军司令、南京军区副司令和空军司令以及南京军区司令等职。
1988年荣获一级红星功勋荣誉章。是中共第十一届中央委员。在中共第十二次全国代表大会上被选为中央顾问委员会委员。1992年4月3日在南京逝世，享年78岁。